# Listă de atracții turistice din Paris

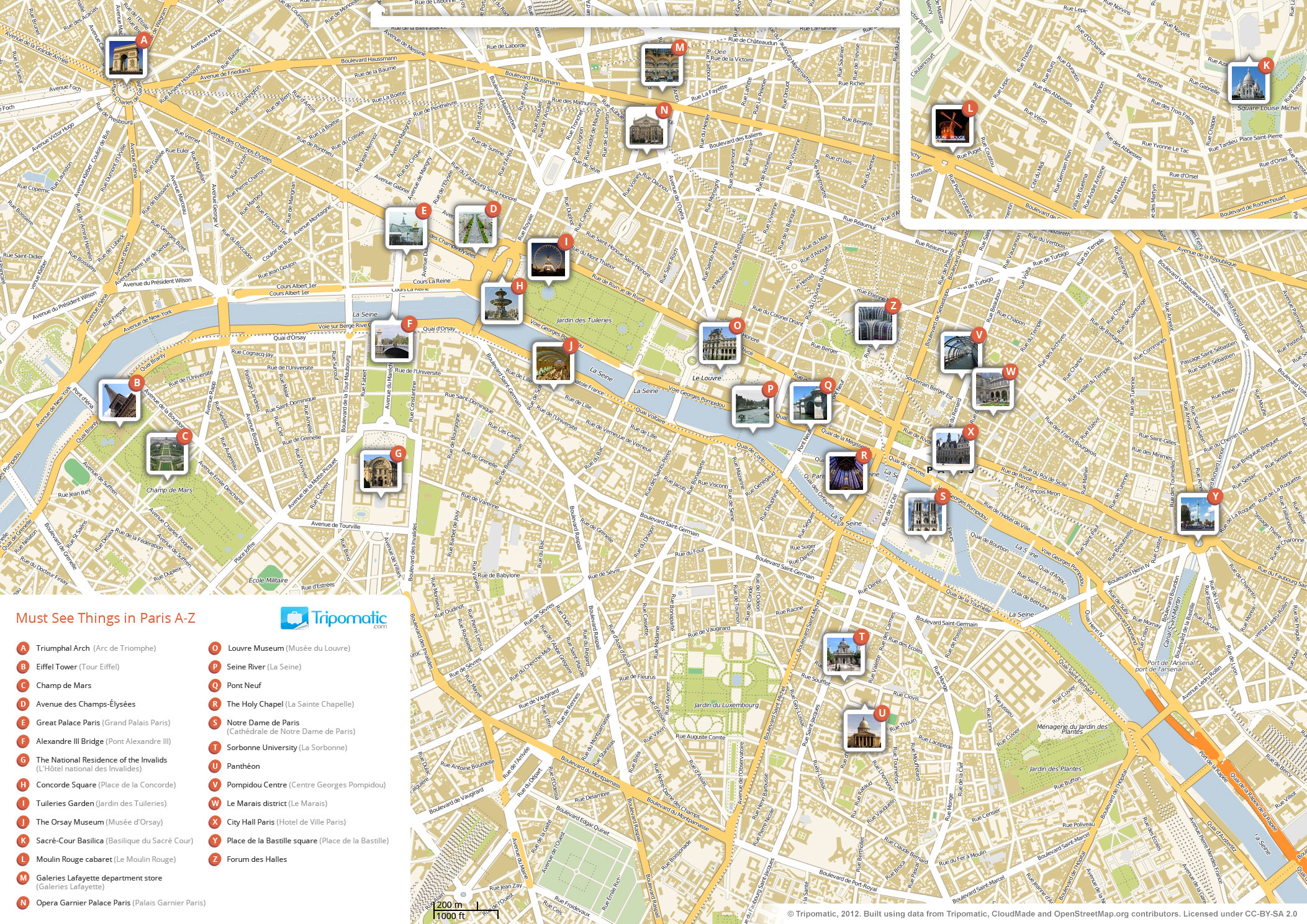
Principalele atracții turistice din Paris

## Clădiri și monumente istorice
1. Arcul de Triumf
2. Bazilica Sacré-Cœur
3. Pădurea Bois de Boulogne
4. Turnul Eiffel
5. Centrul Cultural „Georges-Pompidou”
6. Bulevardul Champs-Élysées
7. Catedrala Notre-Dame
8. Opéra Garnier
9. Muzeul Luvru

## Statui și monumente
1. Statuia Libertății
2. Flacăra Libertății

## Muzee
1. Musée de la Vie Romantique
2. Musée Picasso
3. Musée d'Orsay
4. Muzeul erotismului din Paris
5. Muzeul Luvru